# Diluizione
La diluizione è un'operazione unitaria che consiste nel preparare una soluzione in uno dei seguenti modi: 
- sciogliendo un soluto in un opportuno solvente;
- aggiungendo ulteriore solvente ad una soluzione già esistente (detta "soluzione madre"), provocandone l'aumento di volume e il corrispondente abbassamento della concentrazione.

È il processo inverso alla "concentrazione", intesa come processo atto a rimuovere il solvente da una soluzione.
Nella pratica del laboratorio analitico, la maggior parte delle diluizioni è eseguita sulla base del volume utilizzando pipetta e matraccio: con la prima viene prelevata una quantità accurata di soluzione madre che viene trasferita nel secondo, in cui è possibile aggiungere solvente in quantità esatta.